# Корнійчук Ігор Володимирович
І́гор Володи́мирович Корнійчу́к (29 листопада 1962, місто Хмельницький) — український політик. Член ЦК КПРС у 1990—1991 роках. Народний депутат України 3-го скликання.

## Життєпис
Народився 29 листопада 1962 року у м. Хмельницькому.
У 1980—1981 роках — фрезерувальник Хмельницького радіотехнічного заводу.
З 1981 по 1983 рік служив у Радянській армії.
У 1983—1993 роках — слюсар механо-складальних робіт Хмельницького радіотехнічного заводу імені XXV з'їзду КПРС.
Член КПРС з 1985 року.
У 1986 році закінчив Дніпропетровський радіоприладобудівний технікум, технік-технолог, спеціальність — «Обробка металів різанням».
У 1993—1998 роках — начальник Хмельницького міського комплексу соціальної реабілітації та побутового обслуговування одиноких пенсіонерів та інвалідів.
У 1998—2002 роках — народний депутат України 3-го скликання від КПУ. Голова підкомітету в справах пенсіонерів Комітету в справах пенсіонерів, ветеранів та інвалідів (з 07.1998 р.), член фракції КПУ (з 05.1998 р.).
У квітні 2002 року — кандидат в народні депутати України від КПУ, обраним не був. 
З 2000-х років — голова правління ПрАТ «Хмельницька макаронна фабрика», директор ТОВ «ІНТЕРМЕДІА ПЛЮС». Очолював Благодійний фонд «Відродження Хмельниччини».